# Дегова
Дегова́ — село в Україні, у Рогатинській міській громаді Івано-Франківського району Івано-Франківської області, яке розташоване на лівому березі річки Свірж на відстані 25 кілометрів на захід від міста Рогатин. Через село проходить залізниця із сполученням Тернопіль — Стрий.

## Історія
Перша згадка про село Дегова датована 23 жовтня 1453 року. Про походження назви села є декілька цікавих версій, одна з них розповідає, що на місці теперішнього урочища Березник ріс березовий гай, а з березини варили дьоготь. Тому першою назвою могла бути Дьогова, яка історично трансформувалася в сучасну — Дегова.
Ще одна версія походження назви села позв'язується з часами набігів монголо-татарських військ на землі України. Як переказують мешканці, при набігах на тутешні села лише одне із сіл залишалося не розорене яничарами — Дегова, оскільки це село було захищене по периметру непрохідними болотами — «трясовинами» або «дряговинами», у яких гинули війська завойовника. Звідси й назва — «Дреговина»…"Дегова".
В XVI ст. село було власністю шляхетської родини  Гербуртів. 
У 1939 році в селі проживало 810 мешканців (690 українців, 20 поляків, 90 латинників, 10 євреїв).
12 червня 2020 року, відповідно до Розпорядження Кабінету Міністрів України  № 714-р «Про визначення адміністративних центрів та затвердження територій територіальних громад Івано-Франківської області», увійшло до складу Рогатинської міської громади.
19 липня 2020 року, в результаті адміністративно-територіальної реформи та ліквідації Рогатинського району, село увійшло до складу новоутвореного Івано-Франківського району.

## Суспільна діяльність
На території села розташовуються: Дегівська сільська рада (голова — Марунчак В. Я., секретар — Перепічка Л. Я.), сільський клуб (завідувач — Стомарівська О. В.), сільська бібліотека (завідувач — Комар Н. Я.), поштове відділення (завідувач — Чечель Н. Я.), ФАП (завідувач — Лиса С. І.) тощо. Також діє господарство ТзОВ «Свірж» (голова — Чечель Ю. І.)

## Пам'ятки архітектури та культури
ЦЕРКВА УРОЧИСТОГО В'ЇЗДУ ХРИСТА В ЄРУСАЛИМ
Найдавнішу згадку про церкву містить список парохій Львівської єпархії, які прийняли унію, складений львівським єпископом О. Шумлянським у 1701 р. Хоча, судячи з акту візитації 1739 р., перша сільська невеличка дерев'яна церква була збудована ще в XVII ст. У 1762 р. візитатор о. М. Шарудський описував вже нову будівлю: «Церква Урочистого В'їзду  Ісуса Христа в Єрусалим збудована на дубових підвалинах і віднизу в кілька вінців дубових, далі зі соснового тертого дерева, одною банею посередині, гонтами ціла побита, невелика, у вівтарі темнувата, всередині без підлоги, але зразу ж глина набита. Років сім тому, коштом теперішнього пароха і парохіян, по спаленні першої, зі згоди о. І. Терлецького, пароха глібовицького, а на той час стрілиського декана, заложена, швидко виставлена і ним же поблагословена 23 лютого 1754 р. На фіртці на стовпах дубових дзвіниця. Іконостас — Деісус з Апостолами, Пророками, Празничками і Намісними образами недавньої сницерської роботи і малювання». Наприкінці XVII ст. під час регуляції австрійською владою парохіяльної сітки Галичини окрема парохія в селі Дегова ліквідована і церква, як дочірня, приєднана до парохії Псари (Приозерне). У 1863 р. було при церкві збудовано нову дерев'яну дзвіницю, яка замінила старішу. Стара церква згоріла в 1893 р. Ще в 1892 р. проект нового мурованого храму виконав архітектор В. Нагірний. Спорудження церкви, розпочате в 1893 р., а завершене в 1898 р. Будівничі, невідомі з імені, відступили від проекту, тому автор в одній з своїх статей назвав його зогидженим. Зачинена в 1962—1989 рр.
Церква розташована на дещо підвищеній місцевості посеред села, при дорозі. Оточена старими ясенами. Мурована, хрещата будівля, з прямокутним бабинцем, укороченими прямокутними бічними раменами та гранчастим вівтарем з двома ризницями по боках. Наву вінчає шоломова баня з ажурним вівтарем та маківкою, що вкриває низький світловий восьмибічний барабан. Бабинець і рамена вкриті низькими двосхилими причілковими дахами, а рамена — п'ятисхилим. Тиньковані стіни завершені профільованим гнизом з аркатурним пояском. Грані споруди підкреслені лопатками. Віконні прорізи мають півциркульне завершення, у східній стіні вівтаря і західного бабинця — круглі вікна. Зліва від порталу в західній стіні бабинця встановлена пам'ятна дошка колишньому пароху о. Романові Лопатинському. В інтер'єрі бабинець перекритий півциркульним склепінням з розпалубками, вівтар — зімкненим з розпалубками, а бічні рамена — півциркульними. Дерев'яні хори, розташовані при західній стіні бабинця, оперті на дві дерев'яні різьблені колони. Круглий барабан підкреслений профільованим гзимсом. Пірамідальний чотириярусний іконостас, сучасний церкві, перемалювали малярі з Ходорова у 1990 р., після відкриття церкви. Стінопис виконаний у 1990 р. Серед богослужебних книг є «Тріодь цвітна» львівського друку 1901 р. з покрайнім записом: «Сія книга справлена з фондів церкви для церкви в Деговій дня 1 квітня 1909 р. за пароха о. Ілярія Барусевича, сотр. о. Петра Ливицького, півця Олекси Костишина, провізора Данила Генеги, Михайла Марунчака, Стефана Фуртиса за суму 25 корон. Дегова дня 4 квітня 1909».
Вхід на територію церкви веде через дерев'яну, стовпову, двоярусну дзвіницю. Нижній ярус її, квадратовий у плані, відкритий, відділений від верхнього, восьмибічного, з овальними голосниковими прорізами в шалівці, великим піддашшям, опертим на приставлені кронштейни. Вкрита дзвіниця високим стіжковим наметом.
Храмове свято в селі відзначається 9 січня.
ПАРОХИ ДЕГІВСЬКОЇ ПАРОХІЇ
1716—1739 — о. Іван Чолганський
1753—1762 — о. Андрій Паратуневич
1798 — від цього року церква стала дочірньою парохії Псари
1924—1938 — відновленою окремою парохією завідував парох Псарів
1939—1950 — о. Роман Лопатинський
1950—1962 — о. Микола Сиротюк
1989—1990 — о. Іван Петрів
1990—1992 — о. Богдан Рудницький
1992—1997 — о. Мирослав Любінець
1997 — о. Іван
Барановський, УГКЦ

## Відомі особистості, які пов'язані з селом
- Білинський Іван Григорович — фольклорист, співдописувач «Русалки Дністрової»,
- Костишин Матвій (1888—1976) — український поет, громадський діяч.
- Лопатинський Роман  — священник, колишній воїн УГА, культурно-просвітницький діяч, полум'яний борець за волю України, а згодом в'язень ГУЛАГу. Тривалий час опікувався парафією в селі Дегова.